# La Trinité-des-Laitiers
La Trinité-des-Laitiers è un comune francese di 91 abitanti situato nel dipartimento dell'Orne nella regione della Normandia.

## Società

### Evoluzione demografica
Abitanti censiti